# Ab Baars

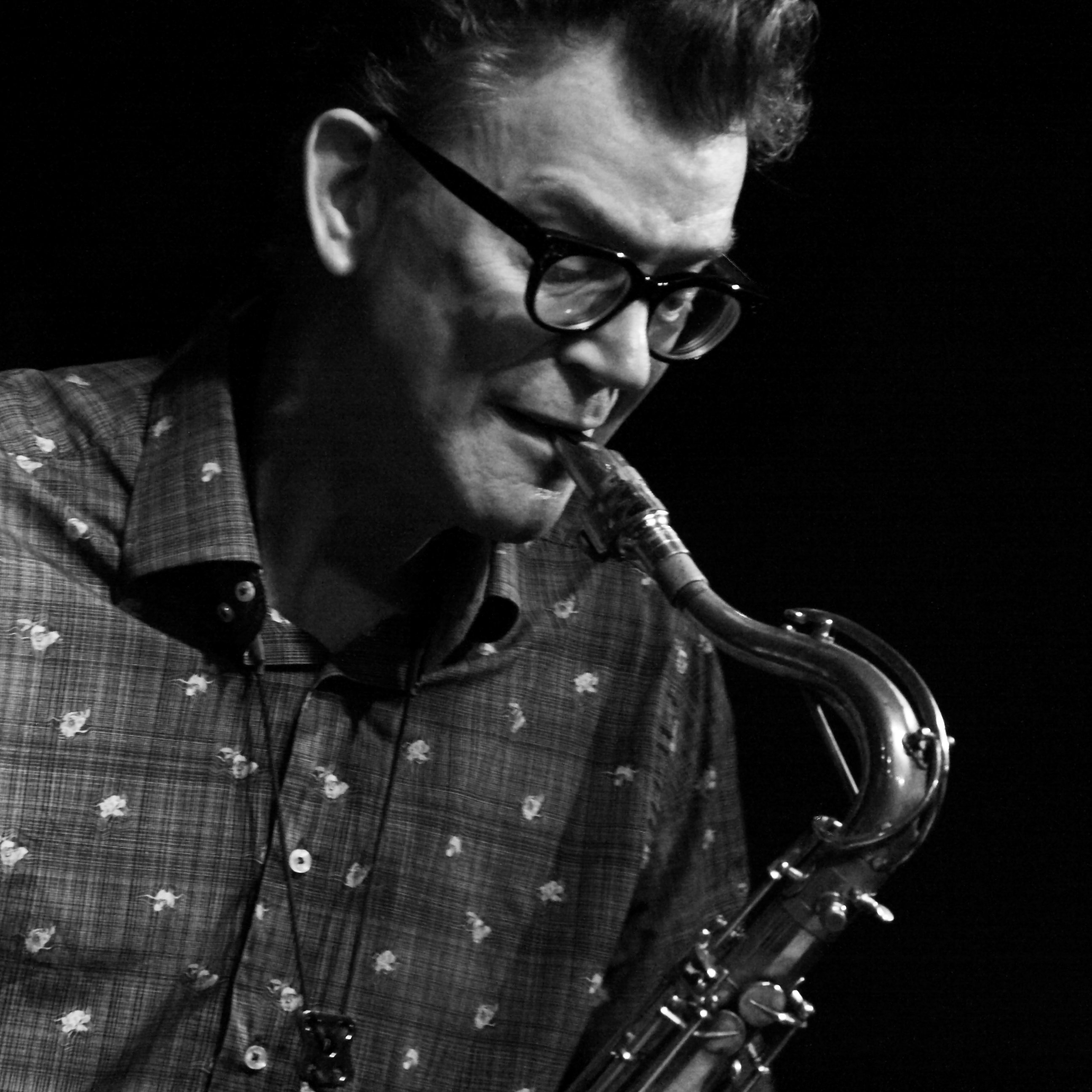
Im Club W71, 2011

Ab Baars (* 21. November 1955 in Axel) ist ein niederländischer Jazz-Tenorsaxophonist und Klarinettist des Modern Creative Jazz.

## Leben und Wirken

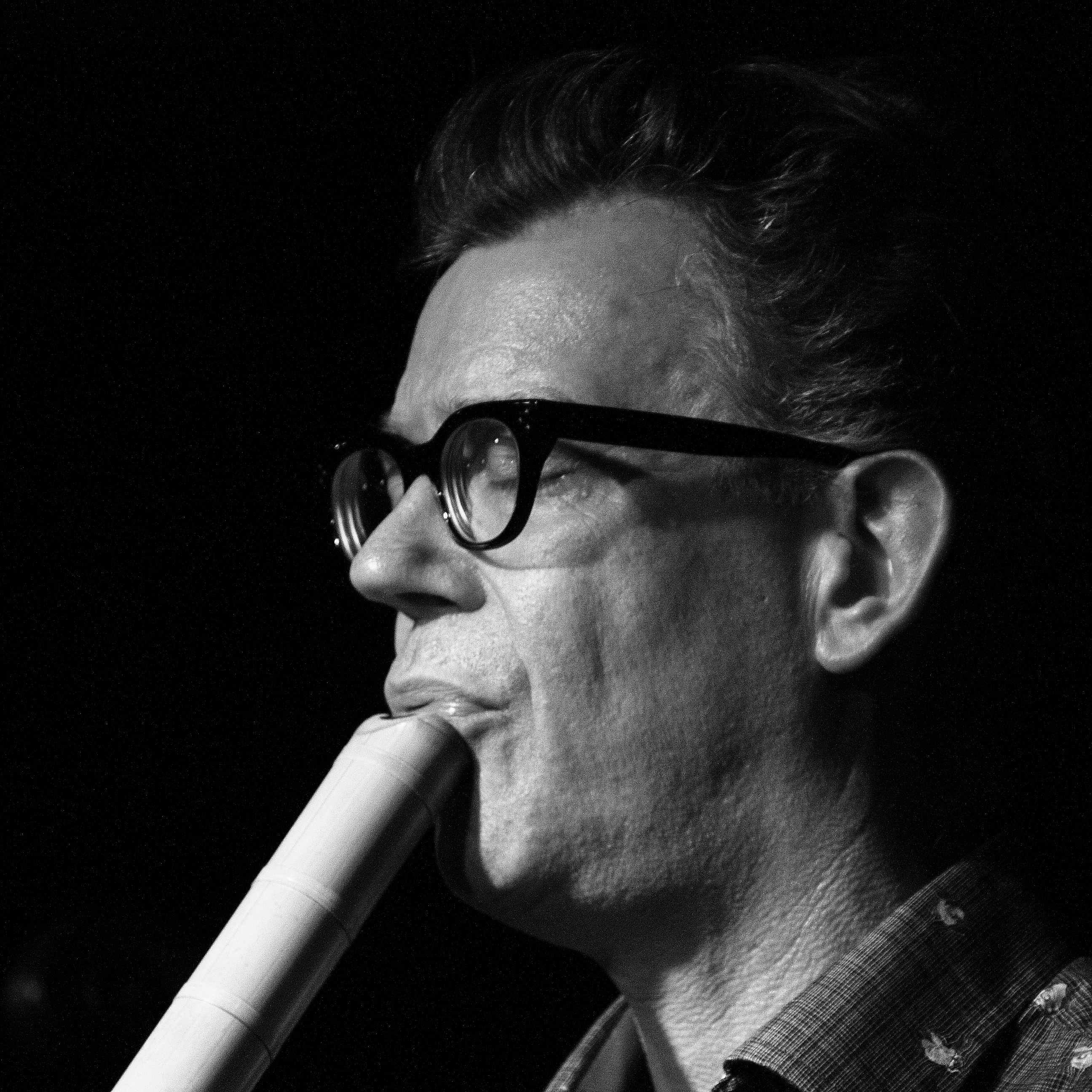
Ab Baars an der Shakuhachi

Baars begann 1970 Saxophon zu spielen und spielte in der Philips Brass Band. Er studierte am Konservatorium in Rotterdam bei Leo von Oostrom und besuchte Workshops von Butch Morris. Noch in den 1970er Jahren gründete er die Gruppe Cumulus, in der u. a. Harry van Wit, Wolter Wierbos und Mariette Rouppe van der Voort spielten, und spielte im Trio Trebbel mit Guus Janssen und van der Voort. In den 1980er Jahren spielte er mit Roscoe Mitchell (1987), dem Theo Loevendie Consort, dem Maarten-Altena-Oktett, dem Sextett von Guus Janssen und wurde Mitglied von Misha Mengelbergs Instant Composers Pool, an dessen Monk Project er beteiligt war. 1989 erhielt er den renommierten Boy-Edgar-Preis und ein Stipendium des holländischen Kultusministeriums für ein Studium in den USA, wo er zu John Carter ging. Er spielte u. a. mit Sunny Murray, Han Bennink, Steve Lacy, Roswell Rudd, Theo Jörgensmann, Ken Vandermark, Michael Moore und Cecil Taylor. Seit 1991 hat er ein eigenes Trio, dem zur Zeit der Bassist Wilbert de Joode und der Schlagzeuger Martin van Duynhoven angehören. Mit Luc Ex, Hamid Drake und Ingrid Laubrock bildet er Luc Ex´ Assemblée.
Baars ist der Lebensgefährte der niederländischen Komponistin Ig Henneman.

## Diskographische Hinweise
- Krang (Geestgronden, 1987–89) solo
- 3900 Carol Court (Geestgronden, 1992) Trio
- Verderame (Geestgronden, 1995) solo
- Time to Do My Lions (Stichting Wig, 2010)
- Ab Baars / Meinrad Kneer / Bill Elgart: Give No Quarter (Evil Rabbit, 2013)
- Ab Baars / Terrie Ex: Shifting Sands (Terp, 2016)
- And She Speaks – A Collection Of Ballads (Wig, 2018)
- Ab Baars & Joost Buis: Moods for Roswell (Wig, 2020)
- Ab Baars / Meinrad Kneer / Bill Elgart: Thrīe Thrēo Drī (Jazzwerkstatt, 2021)
- Ab Baars. Joost Buis, Berlinde Deman: Cecil’s Dance (2024)